# Romantic Pleasures〜The Best Of Romantic Mode〜
『Romantic Pleasures 〜The Best Of Romantic Mode〜』（ロマンティック・プレジャーズ ザ・ベスト・オブ・ロマンティック・モード）はROmantic Modeのベスト・アルバム。1999年3月25日に東芝EMI（現・ユニバーサルミュージック）より発売。

## 内容
新曲「QUEST FOR THE FUTURE」を含んだベスト・アルバムは、東芝EMIからリリースした唯一の作品であるため、事実上のラストとなった。

## 収録曲
1. Resolution
作詞：西脇唯　作曲：Joe Rinoie　編曲：Joe Rinoie・鈴川真樹
2. LIBERTY
作詞：西脇唯　作曲：Joe Rinoie　編曲：Joe Rinoie・鈴川真樹
3. BURNING LOVE
作詞：大塚千恵子・Joe Rinoie　作曲：Joe Rinoie　編曲：Joe Rinoie・鈴川真樹
4. What lies after tomorrow
作詞：麻倉晶　作曲：Joe Rinoie　編曲：Joe Rinoie・鈴川真樹
5. JUST LIKE OLD TIMES
作詞：麻倉晶　作曲：鈴川真樹　編曲：ROMANTIC MODE
6. DREAMS
作詞・作曲・編曲：ROMANTIC MODE
7. 永遠が終わるまで熱いKISSをしよう
作詞・作曲：Joe Rinoie　編曲：Joe Rinoie・鈴川真樹
8. REGRET
作詞：大塚千恵子・Joe Rinoie　作曲：Joe Rinoie　編曲：Joe Rinoie・鈴川真樹
9. Love is the Destiny
作詞：西脇唯　作曲：Joe Rinoie　編曲：Joe Rinoie・鈴川真樹
10. 遠い街で
作詞：Joe Rinoie　作曲：鈴川真樹　編曲：鈴川真樹・Joe Rinoie
11. QUEST FOR THE FUTURE
作詞・作曲：Joe Rinoie　編曲：ROMANTIC MODE
12. LOVE
作詞：Joe Rinoie　作曲：鈴川真樹　編曲：鈴川真樹・Joe Rinoie
13. Runner
作詞・作曲：Joe Rinoie　編曲：ROMANTIC MODE
14. A NEW BEGINNING
作詞・作曲：Joe Rinoie　編曲：Joe Rinoie・鈴川真樹